# Epiactis incerta
Epiactis incerta är en havsanemonart som beskrevs av Oscar Henrik Carlgren 1921. Epiactis incerta ingår i släktet Epiactis och familjen Actiniidae. Inga underarter finns listade i Catalogue of Life.